# Stopiņi kommun
Stopiņu novads är en kommun i Lettland. Den ligger i den centrala delen av landet, 13 km öster om huvudstaden Riga. Antalet invånare är 9 577. Arean är 54 kvadratkilometer. Stopiņu novads gränsar till Riga, Garkalnes novads, Ropažu novads och Salaspils Novads.
2021 slogs kommunen samman med Ropaži kommun.
Följande samhällen finns i Stopiņu novads:
- Ulbroka